# Chinatown (Singapour)
Pour les articles homonymes, voir Quartier chinois et Chinatown.
Chinatown ((zh), malais : Kreta Ayer, tamoul : சைனா டவுன்), est le quartier chinois de Singapour. 